# DANCE 86.4 FUNKY RADIO STATION

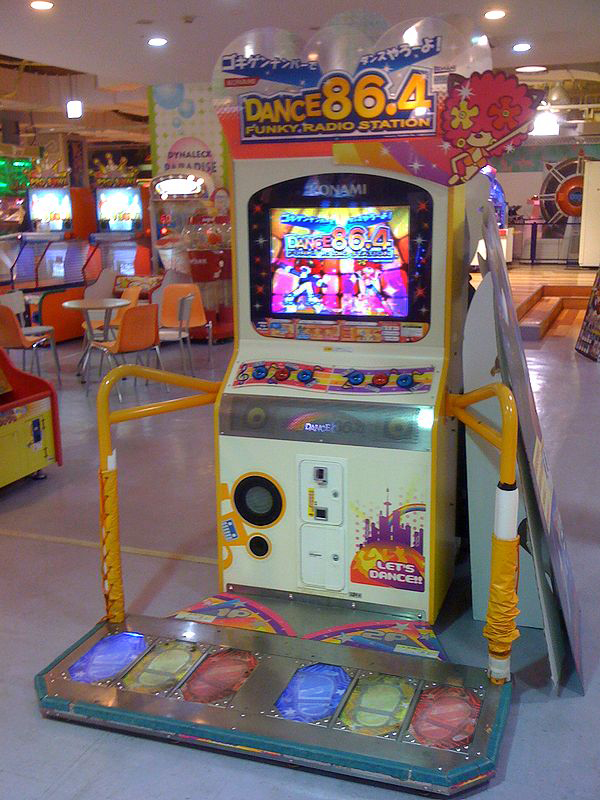
『DANCE 86.4 FUNKY RADIO STATION』筐体

『DANCE 86.4 FUNKY RADIO STATION』（ダンスやろーよ ファンキーラジオステーション）は2005年6月23日にコナミ（後のコナミデジタルエンタテインメント）が発売したBEMANIシリーズの音楽シミュレーションのアーケードゲームである。
同社の『Dance Dance Revolution』（以下『DDR』）と同様、「ダンスステージ」を模したアーケードマシンであるが、入力デバイス（足でふむ）は1人あたり3つしかないなど、『Toy'sMarch』同様、小さな子供を対象の中心にしていると思われる。
楽曲は『Toy'sMarch』やナムコ（後のバンダイナムコゲームス）の『太鼓の達人』と同じく、J-POPなどの邦楽のヒット曲が中心である。
タイトルは、「やろうよ」と、FMラジオの周波数とをかけている。

## 筐体について
筐体は『DDR』同様、本体とフットパネルの2つの部分からなるが、各部分は別々には動かせず、固定されている。パネルの両サイドには手すりのようなバーが設置されている。本体部分は、最上部のマーキーの奥で回転するミラーボールが目立つ。ディスプレイの下には2人分の選択ボタン（左・右）と決定ボタンが付いている。
登場キャラクターなど、ゲームデザインの各所にはディスコを連想させるものがあるが、設置面積の省スペース化を考慮したためか、筐体自体は前述のミラーボール以外には特に派手な装飾は施されていない。フットパネル部は、一人あたり3枚が横一列に並んだものが2人分用意されている。

## プレイ方法
基本ルールは『DDR』と同じく、画面の上部から流れてくるマーク（本作では足跡の形をしている）が所定の位置に重なった瞬間に、タイミング良く足元の対応するパネルを踏んでいくのみである。マークの流れてくる軌跡は3D表現で立体的に描かれパースが付いており、奥から手前に流れてくるようにも見える。
流れてくるオブジェには通常の足跡形のマークの他に、音符が付いているもの（踏むと音が鳴る）や、爆弾（踏んではいけない。踏むと爆風が広がり、一定時間、流れてくる足跡が見づらくなる）もある。
正しく踏めるとゲージが上昇し、踏めないと減少していく。楽曲終了時にゲージが少しでも残っていればステージクリア、逆に残っていなければゲーム終了となる。連続して正しく踏めるとコンボが増えていく点も他の音楽ゲームと同様である。
それぞれの楽曲には「キッズ（最も易しい）」「ノリノリ（易しい）」「フィーバー（やや難しい）」「ラブラブ（カップル向け）」の各モードが用意されており、選曲時に選べる。